# Lancia Beta
Lancia Beta — Lancia Beta (Тип 828), также известный как Lancia β, был роскошным автомобилем начального уровня, выпускавшимся итальянским производителем автомобилей Lancia с 1972 по 1984 год. Это была первая новая модель, представленная Lancia после того, как она была передана Fiat в 1969 году.
Beta выпускалась в нескольких вариантах кузова, а именно: 4-дверный седан фастбэк (Beta Berlina), 4-дверный трехобъемный седан, седан с кузовом седан (Beta Trevi), 2-дверное купе (Beta Coupé), 2-дверная тарга (Beta Spider), 3-дверный универсал (Beta HPE); спортивный автомобиль со средним расположением двигателя также продавался, как Lancia Beta Montecarlo.

## История
Компания выбрала название Beta для нового автомобиля, который будет выпущен в 1972 году, что символизирует новое начало, поскольку оно отражает тот факт, что основатель компании Винченцо Лянча (1881–1937) использовал буквы греческого алфавита для своих ранних автомобилей. Альфа, Бета, Гамма, Дельта и так далее. «Бета» использовалась и раньше, сначала для автомобиля Lancia 1908 года, а затем для автобуса 1953 года. Lancia ранее использовала первую букву греческого алфавита Альфа, но она не была выбрана для новой Lancia 1972 года из-за очевидной путаницы, которую она могла бы вызвать с моделями Alfa Romeo.

## Происхождение
Когда Fiat приобрел Lancia в 1969 году, компания оставалась без технического директора в течение года после смерти технического директора Антонио Фессиа. Инженеру Серджио Камуффо было поручено разработать новую модель в начале 1970 года.
Хотя в трудные годы, предшествовавшие поглощению Fiat, часть инженерного персонала покинула компанию, Камуффо смог собрать группу инженеров Lancia, которым было поручено запустить автомобиль в производство к концу 1972 года. Романини, проектирование шасси, Закконе Мина, разработка двигателя, Гилио и Бенчини на испытаниях. Это был очень короткий срок, и деньги на разработку были относительно ограничены. Это были ключевые факторы, повлиявшие на решение использовать существующую силовую установку: двойной верхний распредвал Fiat, рядный четырехцилиндровый двигатель с легкосплавной головкой и чугунным блоком цилиндров.
При запуске Beta в конце 1972 года руководитель Fiat Джанни Аньелли сообщил журналистам, что выпуск автомобилей составит около 40 000 единиц в 1972 году, в то время как объем в 100 000 был необходим для покрытия постоянных затрат, связанных с разработкой и производством автомобилей. Об отсутствии прибыльности Lancia также свидетельствовало отсутствие разрабатываемых моделей на замену на момент поглощения Fiat. Lancia Fulvia, хотя и очень любимой моделью марки, была разработана без особой заботы о том, чтобы сделать её производство экономически эффективным; поэтому она была продана по высокой цене в соответственно небольших объемах.
Целью нового владельца компании при создании новой Beta было сохранить имидж качества и премиальную цену существующих Lancia, при этом минимизируя время разработки и производственные затраты, используя, где это возможно, собственные технологии группы Fiat и запасные части. Проект адаптировал хорошо зарекомендовавший себя существующий двигатель Fiat, расположенный поперечно и приводящий в движение передние колеса, в соответствии с инвестициями Fiat в эту конфигурацию в течение предыдущего десятилетия. Коробка передач была развитием трансмиссии, которая затем разрабатывалась партнером Fiat Citroën для будущей собственной модели. Прежде всего, в отличие от Fulvia, дизайн Beta был относительно недорогим для производства в объемах, значительно превышающих объемы производства седанов-предшественников Lancia.

## Функции
Все версии автомобиля оснащались двигателями DOHC, пятиступенчатой коробкой передач, реечным рулевым управлением, полностью независимой подвеской со стойками МакФерсон как спереди, так и сзади, с дисковыми тормозами на всех четырех колесах. Переднеприводные модели были доступны с двигателем объемом от 1,3 до 2,0 л. Дыхание обеспечивалось одним карбюратором Weber, пока на последних двухлитровых моделях HPE и купе не был введен впрыск топлива.
Как и в ряде предыдущих переднеприводных моделей Lancia, двигатель и коробка передач устанавливались на подрамнике, который крепился болтами к нижней части кузова. Однако в Beta двигатель и механическая коробка передач были расположены поперечно-рядно. Эта конфигурация, вдохновленная Fiat, не только позволила аккуратно разместить моторный отсек, но и, наклонив двигатель на 20 градусов назад, инженеры Lancia добились улучшения переноса веса на ведущие колеса и к центру автомобиля, а также понижения центра автомобиля. сила тяжести. Заднеприводная Lancia Montecarlo имела аналогичную компоновку, за исключением того, что подрамник был установлен сзади.
Для переднеприводной модели Beta Lancia разработала особенно оригинальную независимую заднюю подвеску со стойками МакФерсон, прикрепленными к параллельным поперечным рычагам, которые поворачивались на центральной поперечине, прикрепленной болтами к нижней части днища. Стабилизатор поперечной устойчивости был установлен на днище перед задними стойками, причем оба конца штанги отводились назад и крепились болтами к задним стойкам с каждой стороны. Этот уникальный дизайн использовался в более поздних моделях Lancia. Эта конструкция никогда не была запатентована Lancia и, следовательно, вдохновила на создание аналогичных систем задней подвески в автомобилях других производителей в 1980-х и 1990-х годах.
В июне 1973 года было представлено купе с короткой колесной базой, а в следующем году — кабриолет Spider с формулой 2+2. На Женевском автосалоне 1975 года Lancia представила HPE (High Performance Estate), оформленный в том же духе, что и Reliant Scimitar и Volvo 1800ES, но с использованием колесной базы Berlina. Позже была выпущена Beta Montecarlo, двухместное среднемоторное купе.
Все модели с течением времени претерпевали различные доработки и улучшения. Усилитель руля, специально произведенный немецкой компанией ZF, стал доступен на некоторых моделях с левым рулем, а также использовался на Gamma. В 1975 году компания Pininfarina изменила внешний вид: «заднее окно было перенесено в более вертикальное положение», чтобы улучшить обзорность, задние стойки получили более острые задние кромки, линия талии была занижена, а окна увеличены. Электронное зажигание стало доступно в 1978 году. В том же году стала доступна автоматическая коробка передач; Beta была первой Lancia, выпускавшейся с заводской автоматической коробкой передач. В 1981 году гидроусилитель руля также стал доступен на некоторых моделях с правым рулем. Также в том же году на некоторых моделях стала доступна инжекторная версия 2,0-литрового двигателя. Купе и HPE претерпели фейслифтинг в июне 1983 года (в то же время, когда были представлены версии VX с наддувом) и оставались доступными некоторое время дольше, чем другие варианты кузова.
В конце выпуска модели Lancia выпустила Trevi VX с нагнетателем типа Рутса, установленным между карбюратором и двухлитровым двигателем с низкой степенью сжатия; Вскоре после этого (июнь 1983 г.) последовали Coupé VX и HPE VX. Эти три варианта были известны как модели Volumex и имели самые высокие характеристики среди всех серийных дорожных Beta: 135 л.с. и значительно увеличенный крутящий момент по сравнению с обычным двухлитровым 200 Н.м. Купе VX и HPE VX можно отличить от обычных автомобилей по смещенной выпуклости на капоте, которая необходима для открытия нового воздухозаборника, спойлеру, установленному под передним бампером, и резиновому заднему спойлеру. У них также более жесткие пружины. Lancia произвела 1272 Coupé VX, 2370 HPE VX и 3900 Trevi VX. Большинство из них были с левым рулем (только 186 HPE с правым рулем и около 150 купе с правым рулем были импортированы в Великобританию, однако автомобиль также продавался на некоторых других рынках с правым рулем, поэтому точное производство с правым рулем остается неизвестным). Был выпущен только один праворульный Trevi VX.
Небольшое количество Trevi было построено для работы на сжиженном нефтяном газе, а не на бензине.

### В Северной Америке
Этот автомобиль ознаменовал кратковременное возвращение Lancia на рынок Соединенных Штатов, начавшееся в 1975 году. Однако федерализация была не совсем гармоничной, что в сочетании с отсутствием дилеров могло отпугнуть покупателей в США. В то или иное время предлагались все варианты кузова, кроме Trevi, хотя некоторые из них продавались под разными названиями: Spider продавался как Lancia Zagato (с 1979 года), а Montecarlo как Lancia Scorpion (поскольку у Chevrolet уже были права на название модели Monte Carlo  в США). Автомобили Federalized изначально продавались с двухкамерным двигателем объемом 1756 куб.см и мощностью 86 л.с. Позже эта мощность упала до 83 л.с., поскольку правила выбросов были ужесточены. На модель 1979 года устанавливался двухлитровый двигатель с несколько увеличенной мощностью до 87 л.с. Что еще более важно, крутящий момент увеличился на 17 процентов. В 1979 году была предложена черно-золотая ограниченная серия Zagato (LE) из 500 автомобилей, за которой последовала специальная версия (SE) с аналогичной окраской в 1981 году. Проблемы с качеством привели к тому, что американские инспекторы посетили завод, чтобы посмотреть, что можно улучшить. но Lancia взяла перерыв и не представила ни одной модели 1980 года. По возвращении в 1981 году от Berlina отказались, поскольку они сосредоточились на более популярных спортивных вариантах. Впрыск топлива значительно увеличил мощность двигателя 2.0, примерно до 108 л.с. (опубликованные цифры значительно различаются). 1982 год стал последним годом вялых усилий Lancia в Соединенных Штатах.

## Модельный ряд
Beta была доступна в нескольких вариантах кузова:

### Berlina

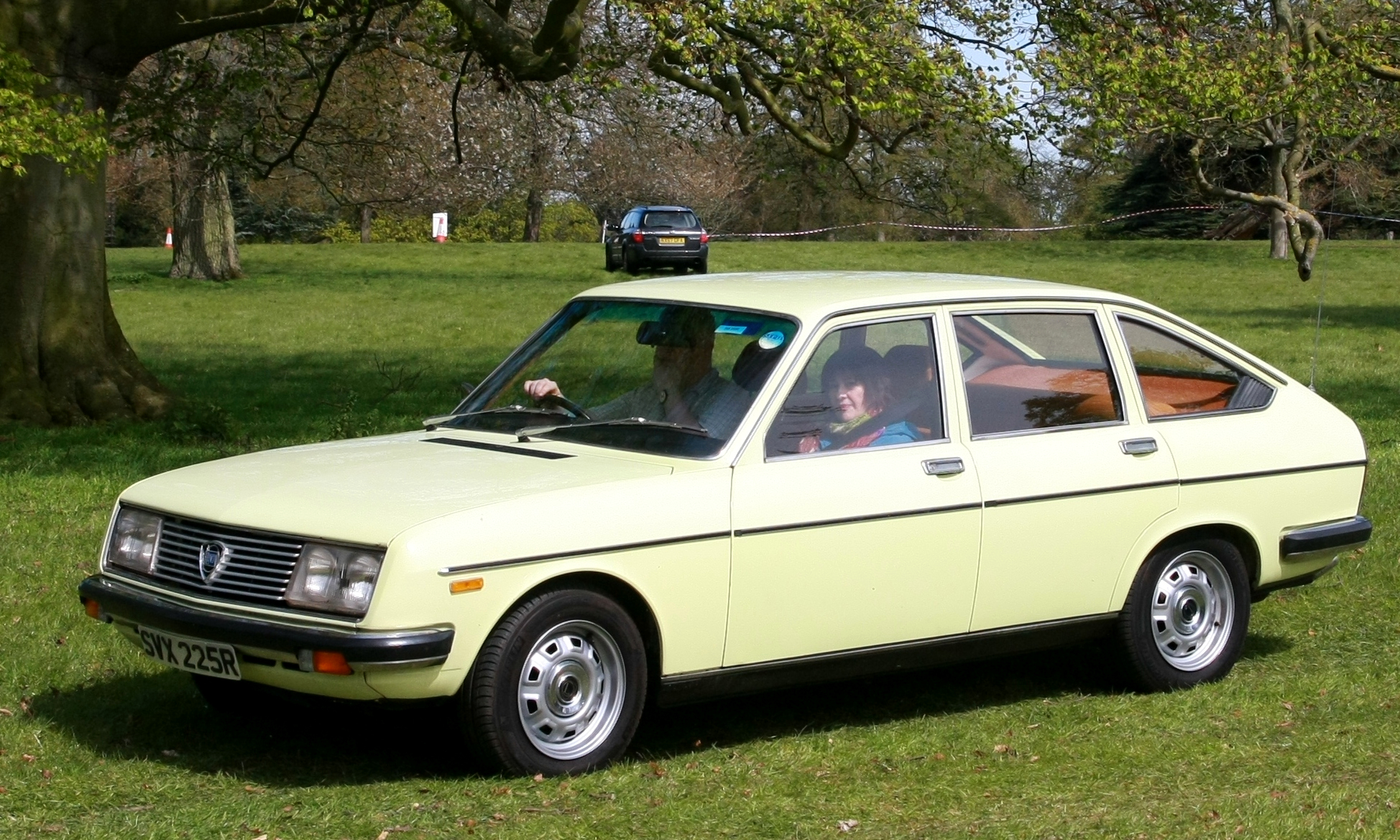
Lancia Beta Berlina (Серия II)

Представленная в 1972 году первой и наиболее распространенным типом кузова была четырехдверный Berlina (седан) с колесной базой 2535 мм (99,8 дюйма) и стилем «фастбэк», создававшим внешний вид хэтчбека, хотя на самом деле у него был обычный багажник, как у седана. В то время эта практика была распространена в отрасли, поскольку производители считали, что конструкции хэтчбека не будут приняты в этом секторе рынка.
Он имел поперечно расположенные двухраспредваловые двигатели 1400, 1600 и 1800, основанные на более ранних конструкциях Fiat, а также пятиступенчатую коробку передач. В 1974 году была выпущена версия 1.8ES с электростеклоподъемниками, легкосплавными дисками и люком на крыше. На Туринском автосалоне в ноябре 1974 года двигатель 1300 пополнил гамму внизу, затем осенью 1975 года существующие двигатели 1600 и 1800 были заменены новыми двигателями 1600 и 2000. 2,0-литровые агрегаты имели улучшенный крутящий момент (на 20% до 128 Нм при 2800 об/мин). В том же году Lancia вернулась на рынок США с Beta. Автоматические версии были представлены в 1978 году. В 1981 году стал доступен двигатель 2.0 с электронным впрыском топлива. Производство Берлины закончилось в 1981 году.

### Trevi

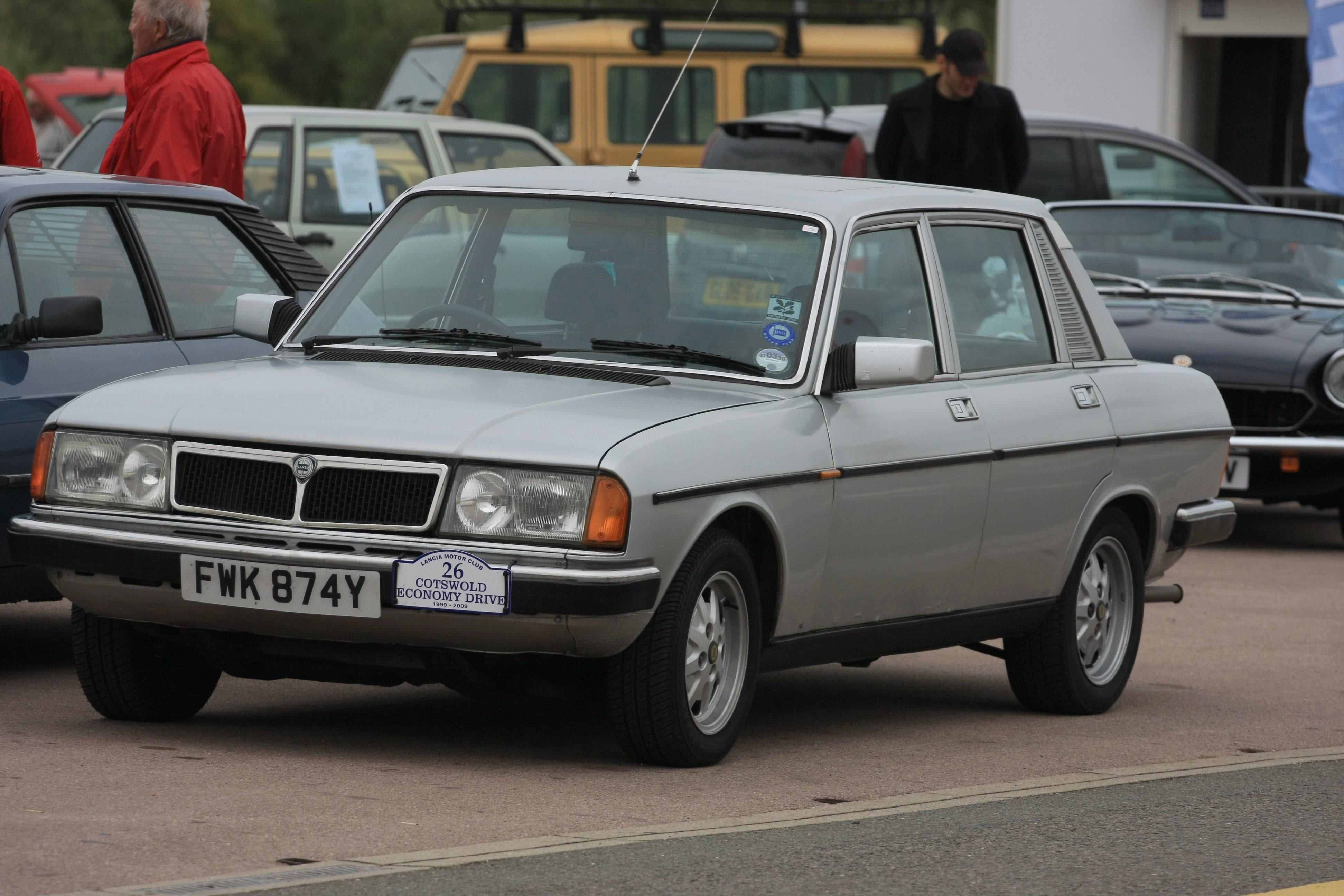
Lancia Beta Trevil

В конце жизни Beta, при содействии Pininfarina, был выпущен существенно переработанный 4-дверный трехобъемный седан с кузовом «нотчбэк» под названием Trevi; Trevi также представил оригинальную новую компоновку приборной панели, разработанную Марио Беллини, которая затем была применена к третьей серии Berlina.
Количество построенных автомобилей: 194 914 Berlina плюс 36 784 Trevi.

### Coupé

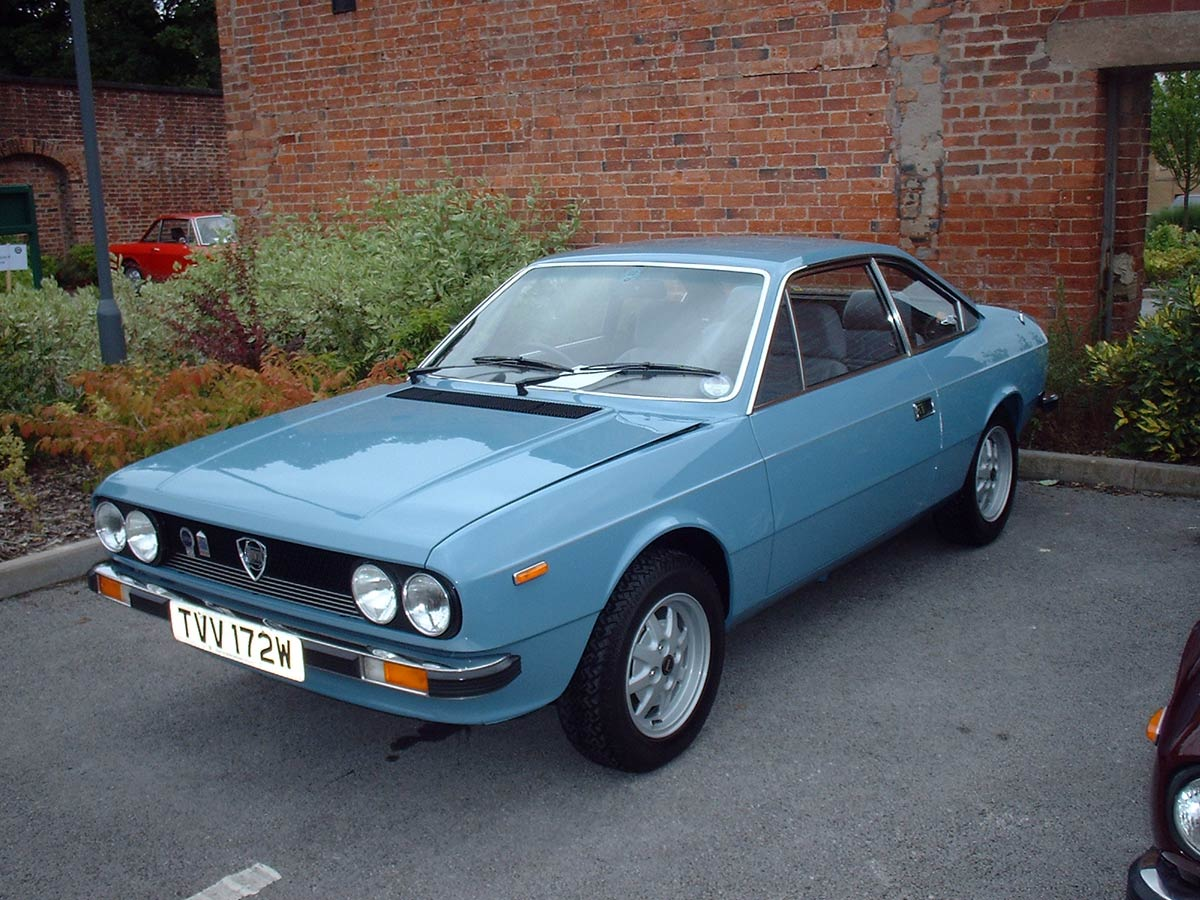
Lancia Beta Coupè

В 1973 году вторым появившимся стилем было двухдверное купе 2+2 с колесной базой 2350 мм (92,5 дюйма), хотя из-за топливного кризиса оно не стало доступным для широкой публики до начала 1974 года. Оно было выпущено с двигателями 1,6 и 1,8 л. Новые двигатели объемом 1,6 и 2,0 л заменили исходные агрегаты в конце 1975 года, а в начале 1976 года последовали двигатели объемом 1,3 л. В 1978 году Beta Coupé стало доступно с автоматической коробкой передач и гидроусилителем рулевого управления. В 1981 году автомобиль подвергся незначительному фейслифтингу, и в то же время двигатель 2.0 стал доступен с электронным впрыском топлива Bosch. В 1983 году стал доступен двигатель 2.0 VX с наддувом мощностью 135 л.с. Кузов был разработан компанией Centro Stile Lancia под руководством Альдо Кастаньо, а Пьеро Кастаньеро выступал в качестве консультанта по стилю. Кастаньеро также разработал дизайн предшественника Beta, седана и купе Lancia Fulvia. Количество построенных автомобилей: 111 801.
Это был один из стилей кузова, который продавался в Северной Америке. 2,0-литровый двигатель I4 с двумя распредвалами, предлагаемый в Северной Америке, производил 108 л.с. при 5500 об/мин.

### Spider (Zagato)

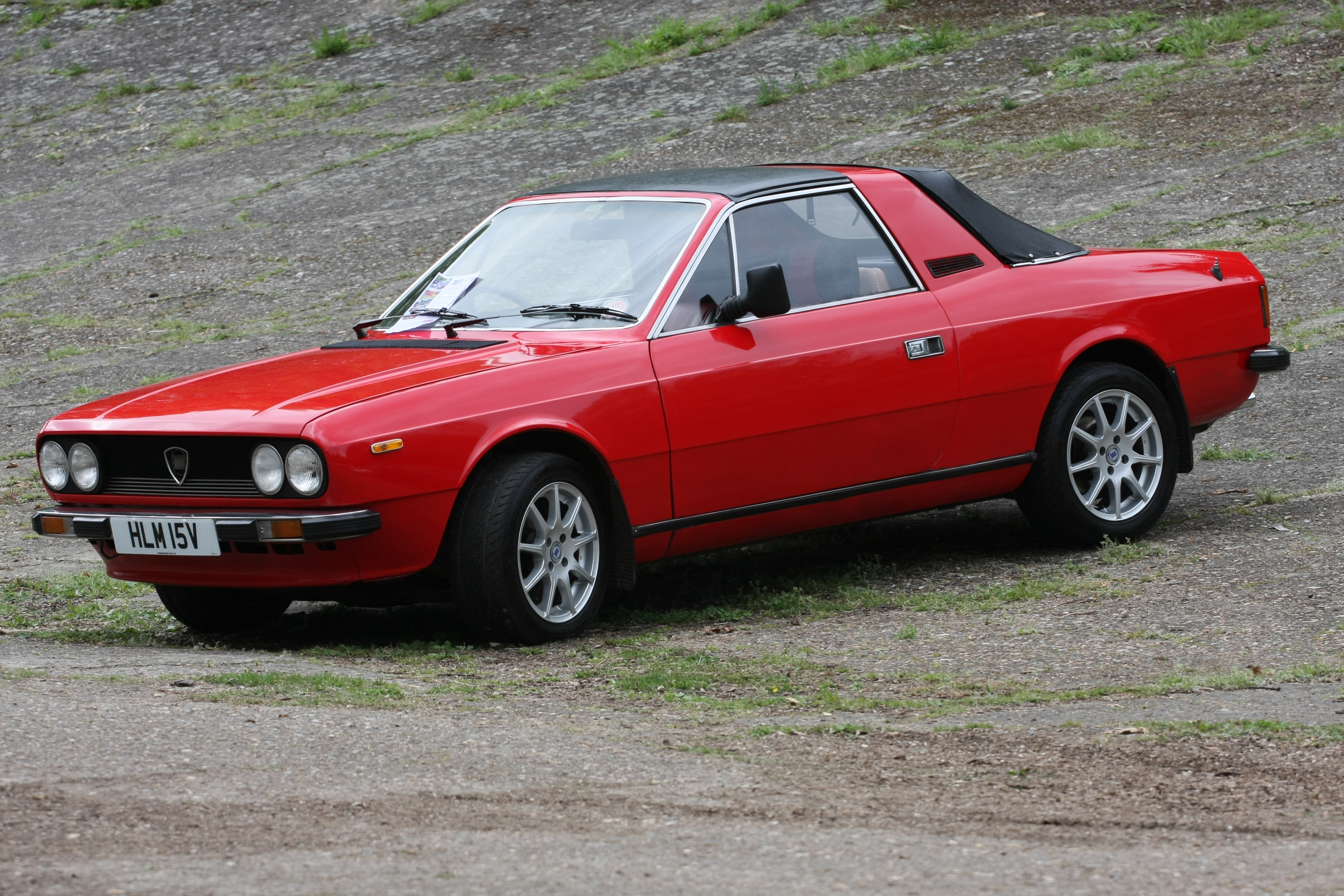
Lancia Beta Spider

Следующей версией, которая будет выпущена, стал двухдверный кабриолет под названием Spider (или Zagato в Америке), также с посадочными местами 2+2. В Spider использовалась более короткая колесная база купе, а также верхняя панель крыши тарга, дуга безопасности и складная задняя крыша. Ранние модели не имели поперечины, поддерживающей крышу между верхушками стоек A и B. Более поздние модели имели фиксированные поперечины. Производство началось в 1975 году. Первоначально он оснащался двухкамерным двигателем 1600 или 1800, который позже был заменен новыми 1,6 и 2,0. В Европе он так и не получил двигатель с впрыском топлива, хотя версия с впрыском топлива продавалась на рынке США в 1981 и 1982 годах. Spider был разработан Pininfarina, но на самом деле построен Zagato. Процесс строительства был сложным: кузова купе в белом цвете доставлялись в Zagato для переоборудования без крыши, затем обратно в Lancia для защиты от ржавчины, затем обратно в Zagato для покраски, интерьера и отделки, а затем снова в Lancia для установки двигателя и окончательной сборки. Lancia, вероятно, теряла деньги на каждом построенном автомобиле.
Количество построенных автомобилей: 9390.

### HPE

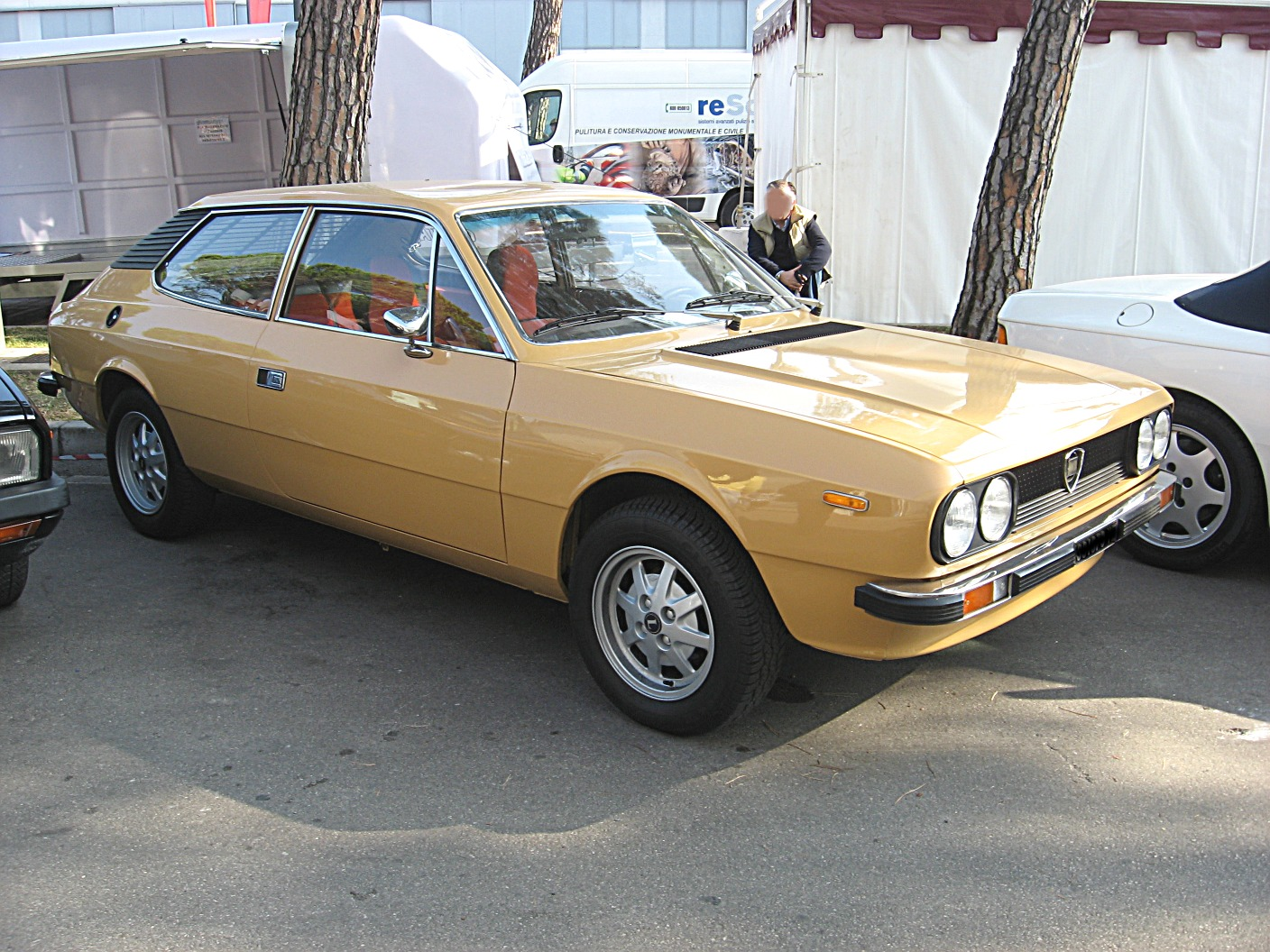
Lancia Beta HPE

Beta HPE — трехдверный спортивный универсал или шутинг-брейк, представленный в марте 1975 года. HPE расшифровывалась как High Performance Estate, а затем High Performance Executive. Эта модель имела более длинную колесную базу, как у Berlina, в сочетании с передней частью и дверями купе. HPE был разработан Pininfarina. На момент запуска он поставлялся с двухкамерными двигателями 1600 или 1800, которые в ноябре того же года были заменены новыми двигателями 1,6 и 2,0. В 1978 году, как и другие модели Beta, стала доступна автоматическая коробка передач и гидроусилитель руля. В 1979 году он был переименован в H.P.Executive (без Beta), а осенью 1981 года получил возможность установки двигателя 2.0 с впрыском топлива. В 1984 году стала доступна версия с наддувом 2.0 VX. Как и все другие автомобили линейки Beta, производство HPE было прекращено в 1984 году.

### MonteCarlo

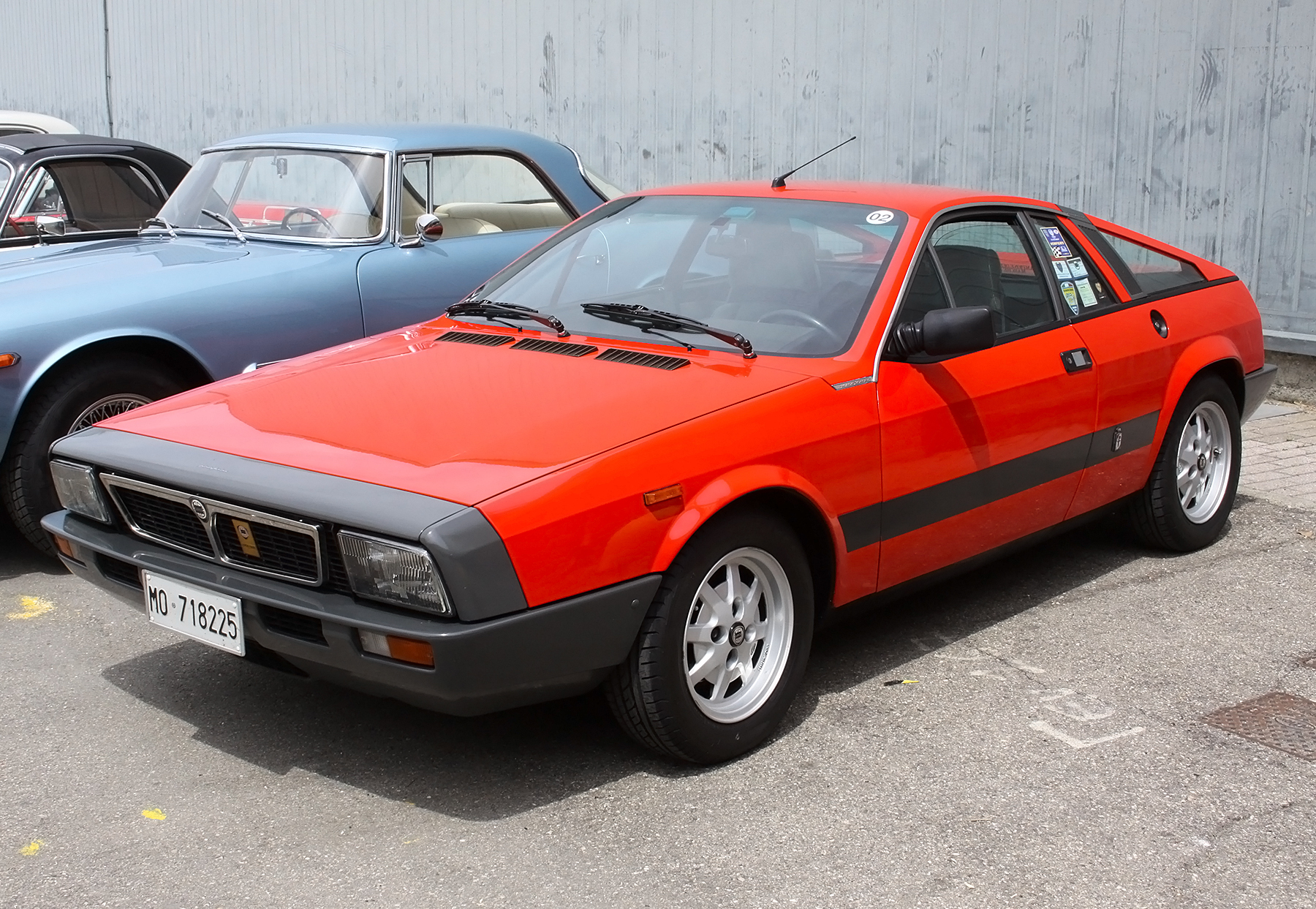
Lancia Beta MonteCarlo

Последним автомобилем со значком Beta была разработанная и построенная Pininfarina и была представлена, как, двухдверная Lancia Montecarlo, анонсированная в марте 1974 года. Это был заднеприводный двухместный спортивный автомобиль со средним расположением двигателя, который имел очень мало общих компонентов с другими Beta. Первоначально автомобиль разрабатывался как претендент Pininfarina на замену Fiat 124 Coupe, но проиграл более дешевой конструкции Bertone, которой стал Fiat X1/9. На стадии прототипа дизайн Pininfarina назывался X1/20. Lancia выпустила Montecarlo как премиальную альтернативу X1/9 с 2,0-литровым двигателем с двумя распредвалами, а не с одинарным распредвалом 1,3 л, как у X1/9. Оба использовали схожую планировку шасси, основанную на передней подвеске Fiat 128 со стойками МакФерсон и дисковыми тормозами как спереди, так и сзади. Детали Lancia Beta были ограничены деталями из существующего стандартного набора деталей Fiat / Lancia: версия двухраспредвалового двигателя Fiat 124 с поперечным расположением, а также пятиступенчатая коробка передач и трансмиссия.
Montecarlo были доступны как купе с фиксированной головкой, а также как кабриолет со сплошными стойками A и B, но между ними была большая плоская складная брезентовая крыша. Самые первые образцы имели стальные панели на задних крыльях над моторным отсеком, но эта ограниченная версия затрудняла движение задним ходом, и ее заменили стеклянными панелями. Это придало задней части вид контрфорса, как у Maserati Merak.
Автомобили первой серии (1975–1978 гг.) назывался Lancia Beta Montecarlo. Они были названы «Montecarlo», написанными одним словом, а не Монте-Карло, из-за зоны в Монако, хотя на заднем значке написано «Monte-Carlo». Затем в производстве был двухлетний перерыв, чтобы решить проблему с тормозами, из-за которых тормоза привели к повсеместной блокировке. Lancia решила эту проблему, удалив усилитель тормозов. Переработанные автомобили второй серии (1980–1981) имели просто марку Lancia Montecarlo. В США автомобили первой серии продавались под названием «Scorpion» с приставкой Beta, поскольку General Motors уже использовала название Monte Carlo для моделей Chevrolet. Имя Скорпион было отсылкой к Abarth.
В период с 1975 по 1981 год было построено 7798 автомобилей Montecarlo.

## Lancia с деталями от Fiat
Для некоторых Бета была не Lancia, а скорее Fiat. Однако Lancia имела некоторую автономию от Fiat в разработке Beta.
Основная причина появления лейбла Fiat заключалась в том, что, несмотря на уникальное шасси, подвеску, интерьер и кузов Lancia, в Beta использовался двигатель на базе Fiat. Двигатель Fiat Twin Cam, первоначально разработанный Аурелио Лампреди, который производил двигатели для Ferrari, пока Fiat не нанял его, был одним из самых совершенных 4-цилиндровых двигателей в Европе того времени. Его производство продолжалось вплоть до 1990-х годов, и в высокоразвитой форме он использовался в высокопроизводительных дорожных автомобилях, таких как Lancia Delta Integrale и Fiat Coupé.
Инженеры Lancia внесли небольшие изменения в двигатели линейки Beta. В их число входили новые впускной и выпускной коллекторы, а также другая карбюраторная система. Кроме того, точки крепления на блоке двигателя были разными, чтобы обеспечить поперечную установку, в отличие от продольной установки, используемой на заднеприводных Fiat. По этим причинам двигатели Beta и современных Fiat, таких как Fiat 132, не являются взаимозаменяемыми.

### Двигатели
| Модель   | Год       | Двигатель | Смещение | Мощность     | Топливная система       |
| -------- | --------- | --------- | -------- | ------------ | ----------------------- |
| 1400     | 1972-1974 | I4 DOHC   | 1438 к.  | 90 л.с       | карбюратор              |
| 1600     | 1972-1975 | I4 DOHC   | 1592 к.  | 100 -108 л.с | карбюратор              |
| 1800     | 1972-1975 | I4 DOHC   | 1756 к.  | 110 -120 л.с | карбюратор              |
| 1300     | 1974-1975 | I4 DOHC   | 1297 к.  | 82 л.с       | карбюратор              |
| 1600     | 1975-1984 | I4 DOHC   | 1585 к.  | 100 л.с      | карбюратор              |
| 2000     | 1975-1984 | I4 DOHC   | 1995 к.  | 119 л.с      | карбюратор              |
| 1300     | 1976-1979 | I4 DOHC   | 1301 к.  | 85 л.с       | карбюратор              |
| 2000 i.e | 1980-1984 | I4 DOHC   | 1995 к.  | 122 л.с      | инжектор                |
| 2000 VX  | 1982-1984 | I4 DIHC   | 1995 к.  | 135 л.с      | карбюратор, нагнетатель |

## Наследие
Beta после запуска была очень хорошо принята автомобильной прессой и общественностью. Различные модели получили высокую оценку за свои характеристики, хорошую управляемость и устойчивость на дороге. Их считали «водительским автомобилем» с сильным характером. Beta имела конкурентоспособную цену на экспортных рынках, и на тот момент ей удалось стать самой продаваемой моделью Lancia
К сожалению, Beta приобрела репутацию склонной к ржавчине машины, особенно автомобили 1-й серии (выпускавшиеся с 1972 по 1975 год). Широко распространен слух, что в автомобилях использовалась советская сталь, поставленная Fiat в обмен на строительство завода Lada. Однако эти утверждения так и не были подтверждены. Проблемы со сталью, скорее, связаны с плохими методами защиты от ржавчины, а также с длительными забастовками, которые преследовали Италию в то время, а не с происхождением металла.
Проблемы коррозии могут быть структурными; например, когда подрамник с двигателем и коробкой передач был прикреплен болтами к нижней части автомобиля. Коробчатая секция, к которой крепилась задняя часть подрамника, могла подвергнуться сильной коррозии, в результате чего подрамник расшатался. Хотя рассказы о выпадении подрамников из автомобилей были просто неправдой, автомобиль с незакрепленным подрамником не прошел технический осмотр. Это касались не только автомобилей или седанов Series 1, по словам сотрудника фирмы по переработке отходов, которая утилизировала Beta, пострадали все модели Series 2, HPE, Coupe и Spider, и к концу 1983 года торговец металлоломом Hallett в Крюкерне Сомерсет раздавил последнюю из пострадавших машин. Фактически, к 1983 году автомобили Series 2 значительно превосходили модели Series 1. Поставки в компанию Hallett Metals осуществлялись в основном транспортной компанией Abbey Hill. Перед раздавливанием (сплющиванием) двигатель и коробки передач должны были быть сняты и помещены в отдельный контейнер, при этом никакие детали нельзя было снимать или перепродавать населению. В Великобритании (крупнейшем экспортном рынке Lancia в то время) компания выслушала жалобы своих дилеров и клиентов и начала кампанию по выкупу автомобилей, у которых возникла проблема с подрамником. Некоторым из этих автомобилей было 6 лет и старше, и они принадлежали вторым или третьим владельцам. Клиентам было предложено представить свои автомобили дилеру Lancia для проверки. Если в его автомобиле возникла проблема с подрамником, клиенту предлагалась сделка по обмену запчастей на покупку другого автомобиля Lancia или Fiat. Автомобили, не прошедшие техосмотр, были списаны. Однако 9 апреля 1980 года об этом сообщили газеты Daily Mirror и телепрограммы. Утверждалось, что проблема сохранялась и в более поздних автомобилях, поскольку были показаны фотографии списанных седанов 1-й серии, в которых говорилось, что они новее пяти и шести лет. К другим современным производителям, чьи автомобили также пострадали от коррозии, не относились так жестко. Lancia уже годом ранее ввела 6-летнюю антикоррозийную гарантию - впервые в автомобильной отрасли Великобритании. Хотя более поздние модели Beta (автомобили 2-й серии) имели усиленные точки крепления подрамника, а автомобили, выпущенные после 1979 года, были лучше защищены от непогоды, эти проблемы подорвали успех продаж всей марки на большинстве экспортных рынков. Переработка поперечины была довольно простой и заключалась в повороте ее на 180 градусов с образованием канала «n», а не «u», что предотвращало скопление грязи и воды и возникновение ржавчины.

## Специальные издания

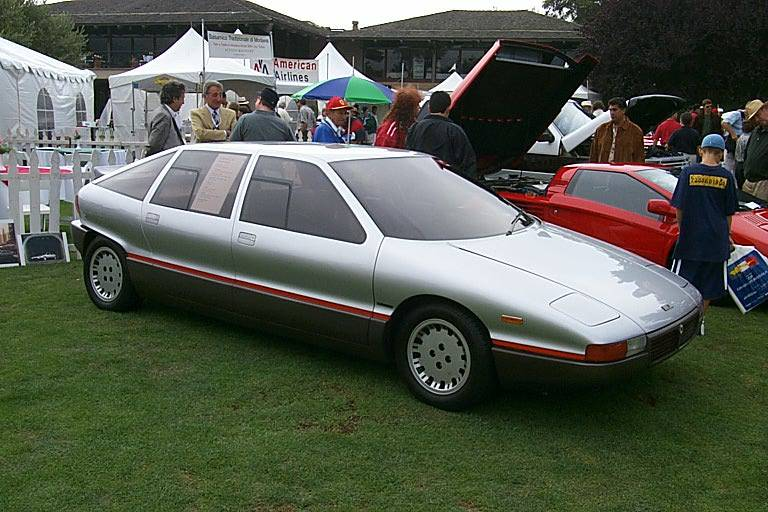
Lancia Medusa

Джованни Микелотти выпустил три концепт-кара на основе Beta. Два из них были четырехдверными седанами на базе Berlina — один необычен тем, что имел четыре двери типа «крыло чайки», а другой был двухместным автомобилем с открытым верхом на базе купе.
В 1980 году Джорджетто Джуджаро построил концепт-кар на основе Монте-Карло, получивший название Medusa. Что необычно для автомобиля со средним расположением двигателя, у него было четыре двери, а форма кузова имела очень низкий для того времени коэффициент лобового сопротивления.
Lancia самостоятельно построила один особенный вариант Beta. Двухмоторный Trevi Bimotore использовался для испытаний новых полноприводных раллийных автомобилей Lancia; он был оснащен одним двигателем Volumex под капотом, приводящим в движение передние колеса, и другим двигателем сзади, приводящим в движение задние колеса, с воздухозаборниками в задних дверях. Две коробки передач были связаны между собой, а дроссельная заслонка с электронным управлением заменила механическую систему, поэтому два двигателя работали вместе.

## Сборка Памплоны
Есть немного записей о том, что Lancia когда-либо собирались за пределами Италии, но, в исключительных случаях, собирались Beta. В августе 1976 года было объявлено, что SEAT начнет производство Lancia Beta в Испании. Три года спустя производство Beta действительно началось на недавно приобретенном заводе компании в Памплоне, хотя в него были включены только версии купе и лифтбэк HPE. Соглашение просуществовало недолго с 1979 по 1980 год из-за разногласий в начале 1980-х годов между Fiat, материнской компанией Lancia, и правительством Испании из-за все более острой потребности в инвестициях для модернизации линейки SEAT. В 1982 году Volkswagen стал основным партнером SEAT в автомобильной промышленности, и при новом режиме завод, собиравший Lancia Beta, SEAT Panda и SEAT 124, переключился на производство Volkswagen Polo.

## Галерея

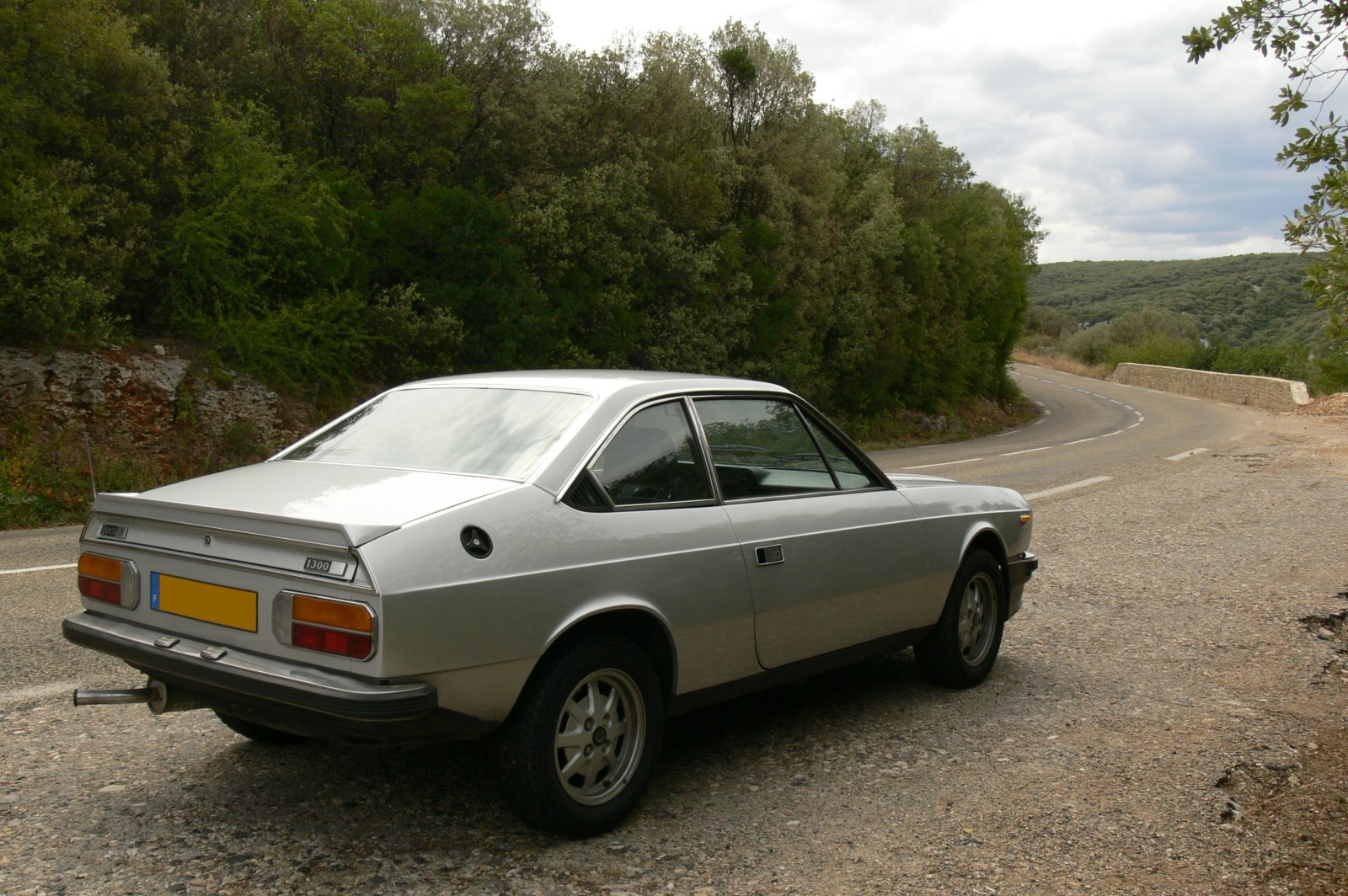
Lancia Beta Coupé
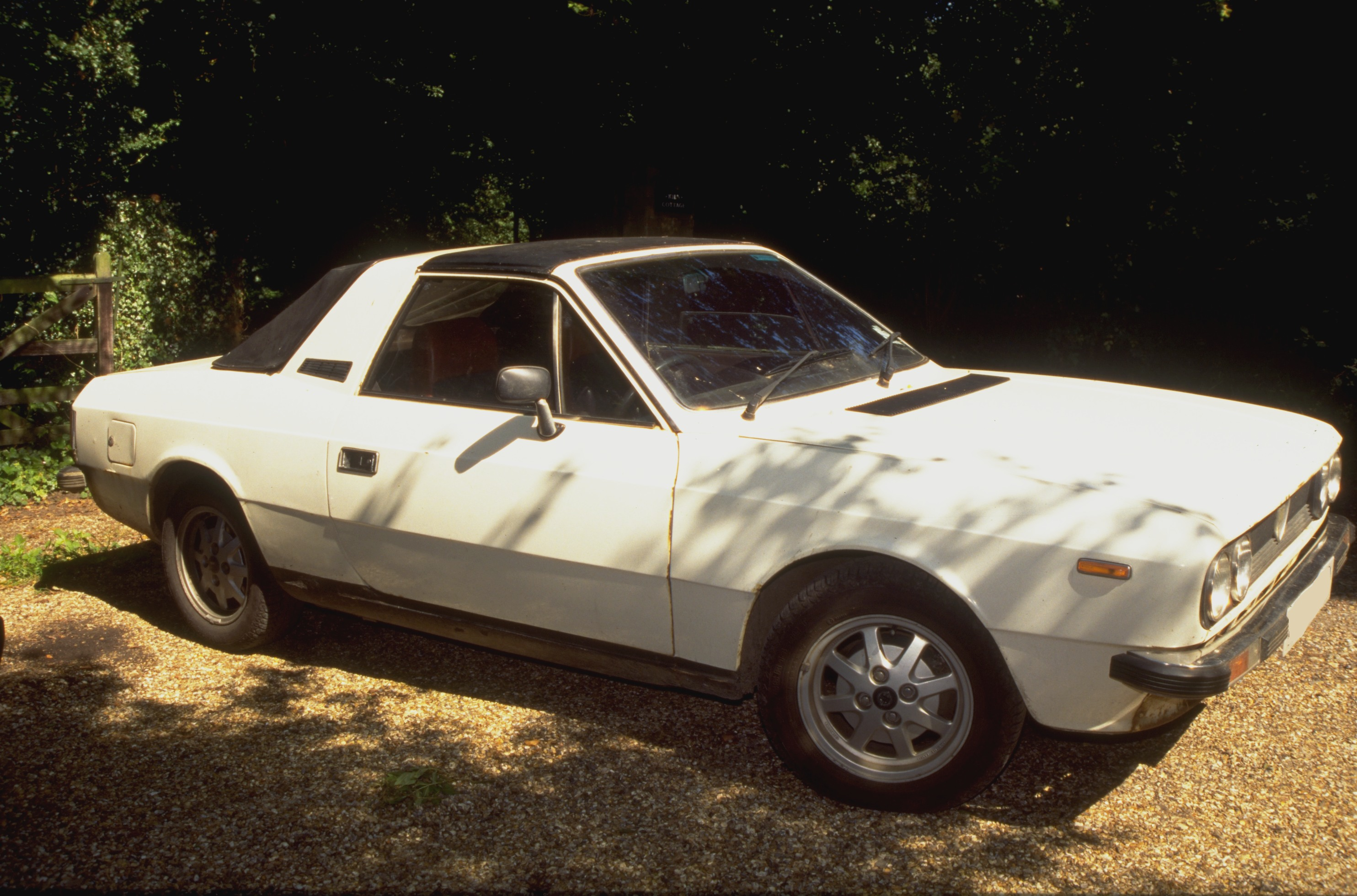
Lancia Beta Spider (roof on)
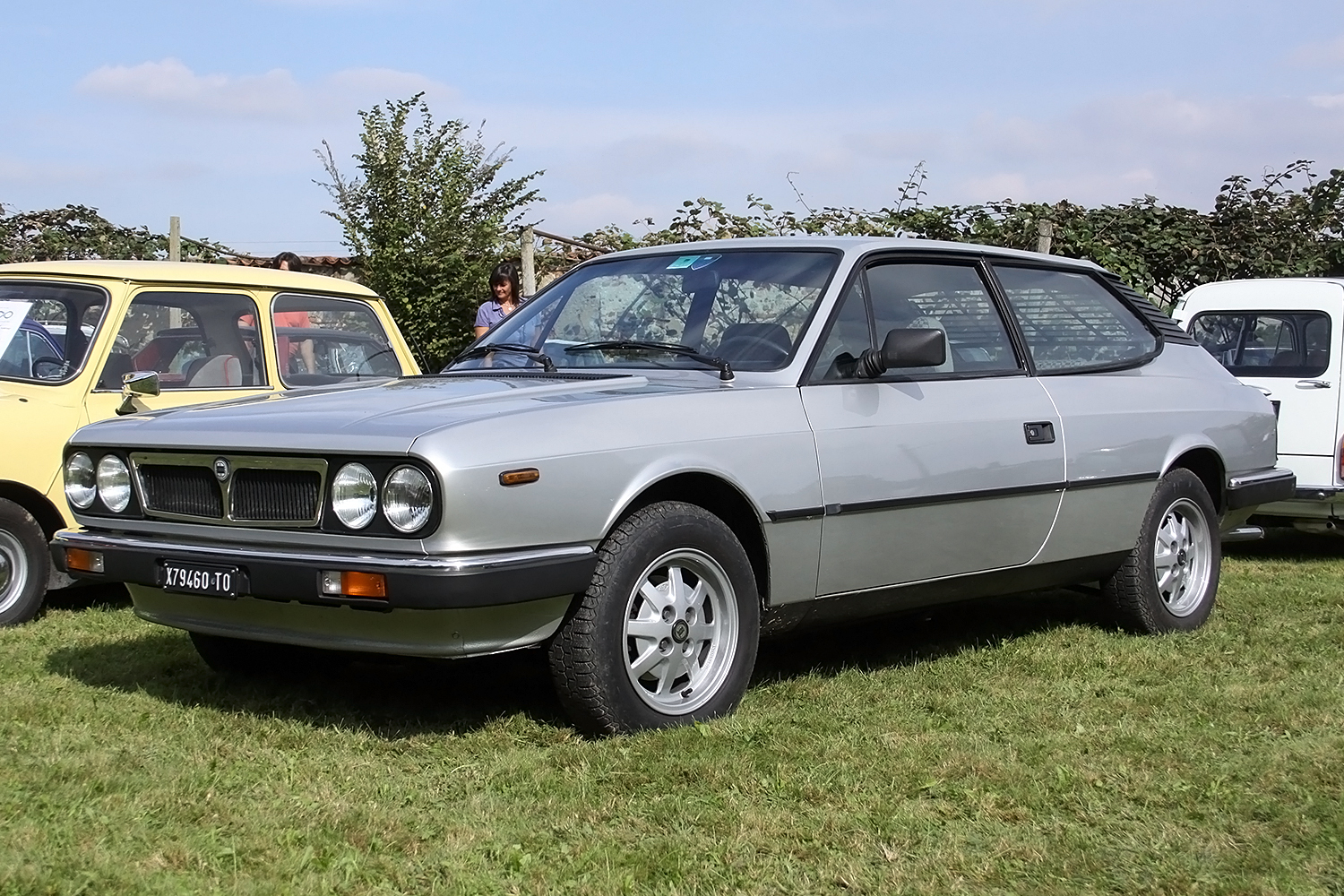
Lancia Beta HPE
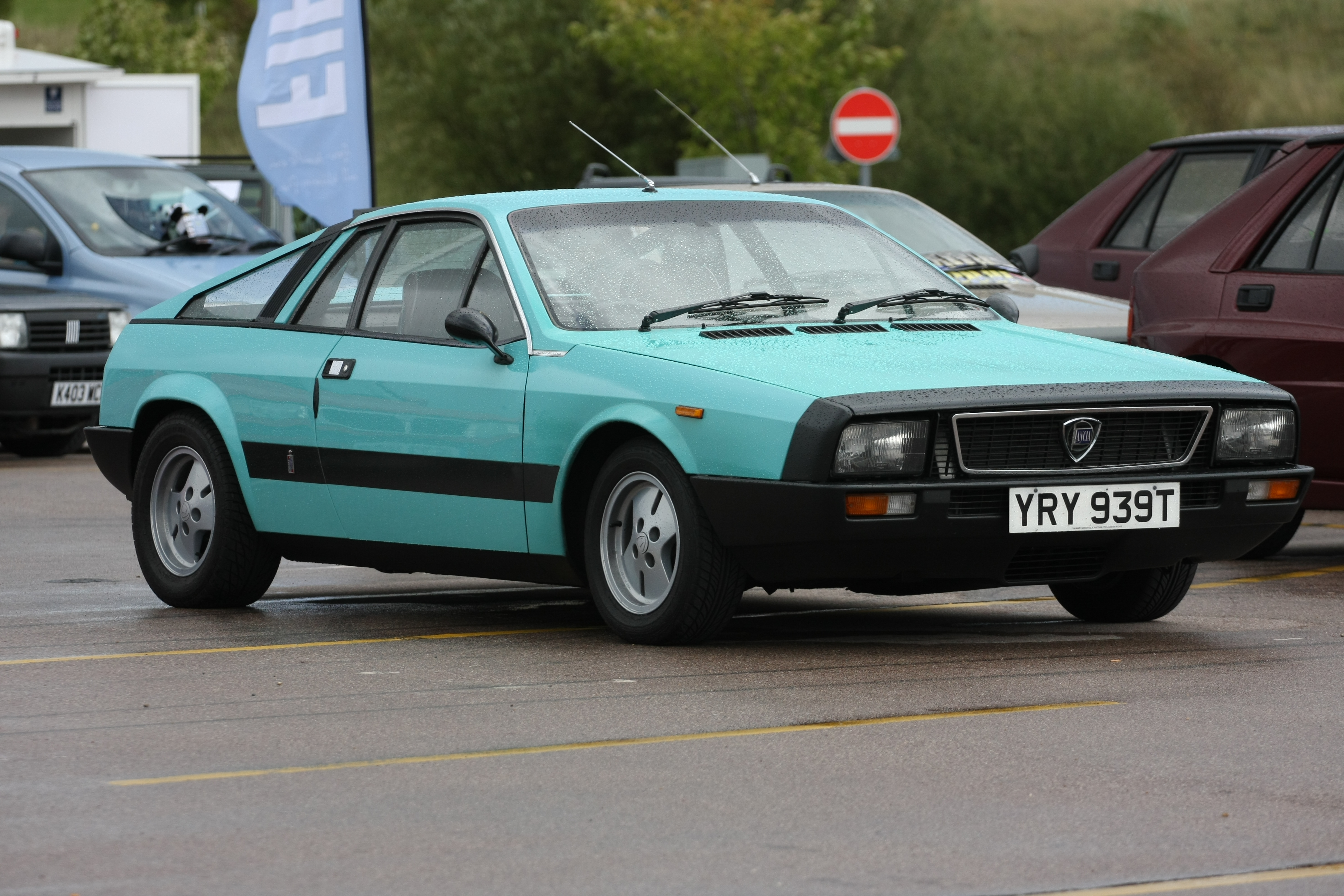
Lancia Beta Montecarlo
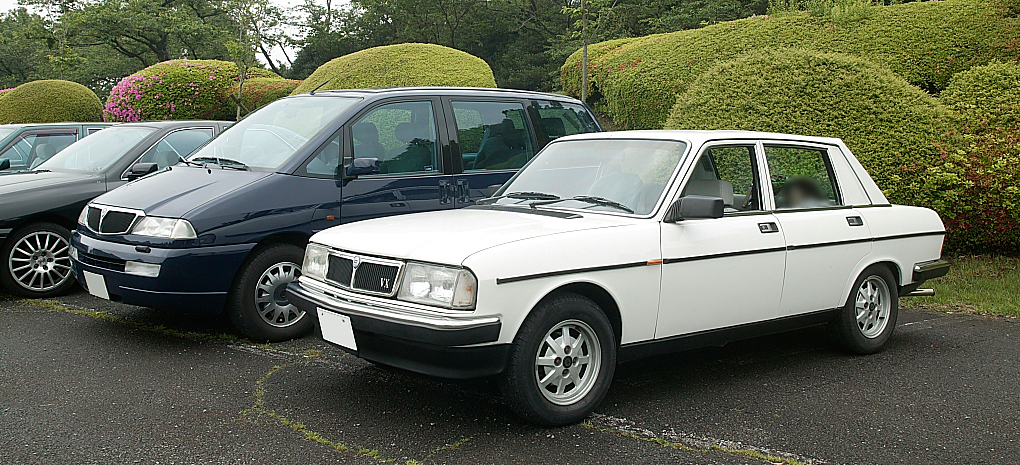
Lancia Trevi VX
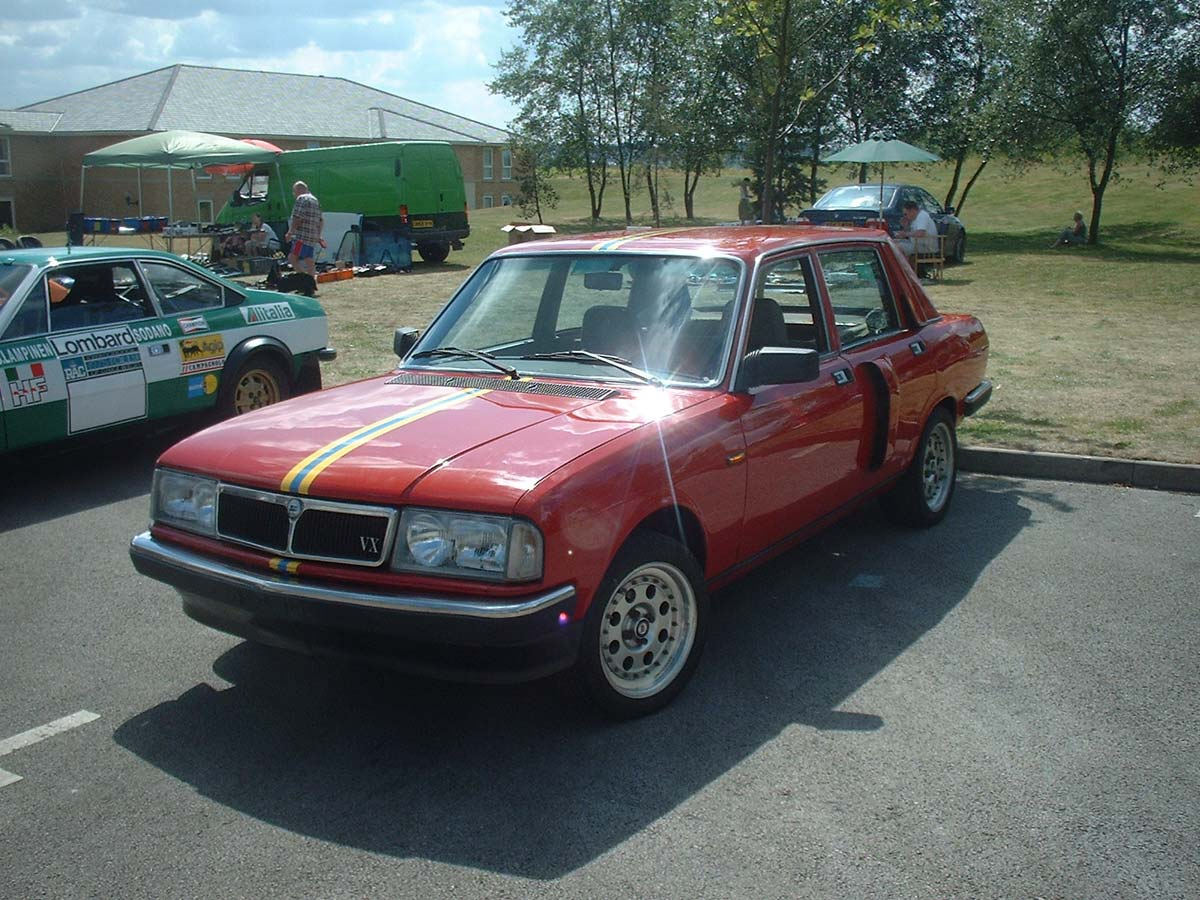
Lancia Trevi VX Bimotore